# Moszczanka (województwo opolskie)
Moszczanka (niem. Langenbrück, cz. Dlouhé Mosty) – wieś w Polsce położona w województwie opolskim, w powiecie prudnickim, w gminie Prudnik. Historycznie leży na Górnym Śląsku, na ziemi prudnickiej. Położona jest na pograniczu Gór Opawskich i Przedgórza Głuchołasko-Prudnickiego. Przepływa przez nią rzeka Złoty Potok i potok Zamecki Potok.
W latach 1945–1954 wieś należała i była siedzibą władz gminy Moszczanka. W latach 1954–1972 wieś należała i była siedzibą władz gromady Moszczanka. W latach 1975–1998 miejscowość należała administracyjnie do ówczesnego województwa opolskiego.
Według danych na 2011 wieś była zamieszkana przez 1114 osób.
Nieoficjalnymi częściami wsi są: Osiedle, Trzebieszów i Siemków. Oficjalną miejscowością podstawową jest Moszczanka-Kolonia, ale należy ona do sołectwa Moszczanka.
We wsi ma swoją siedzibę leśnictwo Moszczanka, które należy do nadleśnictwa Prudnik (obręb Prudnik).

## Geografia

### Położenie
Wieś jest położona w południowo-zachodniej Polsce, w województwie opolskim, około 3 km od granicy z Czechami, u północnego podnóża Gór Opawskich, w otulinie Parku Krajobrazowego Góry Opawskie, tuż przy granicy gminy Prudnik z gminą Głuchołazy. Należy do Euroregionu Pradziad. Przez granice administracyjne wsi przepływają rzeka Złoty Potok i potok Zamecki Potok. Leży na wysokości 290–350 m n.p.m. Moszczanka wraz z Łąką Prudnicką tworzą wielokilometrowy ciąg zabudowy.

### Środowisko naturalne
W Moszczance panuje klimat umiarkowany ciepły. Średnia temperatura roczna wynosi +7,7 °C. Duże zróżnicowanie dotyczy termicznych pór roku. Średnie roczne opady atmosferyczne w rejonie Moszczanki wynoszą 630 mm. Dominują wiatry zachodnie.

### Integralne części wsi
| SIMC       | Nazwa              | Rodzaj    |
| ---------- | ------------------ | --------- |
| 0995610    | Moszczanka-Kolonia | kolonia   |
| nie nadano | Osiedle            | część wsi |
| nie nadano | Siemków            | część wsi |
| nie nadano | Trzebieszów        | część wsi |

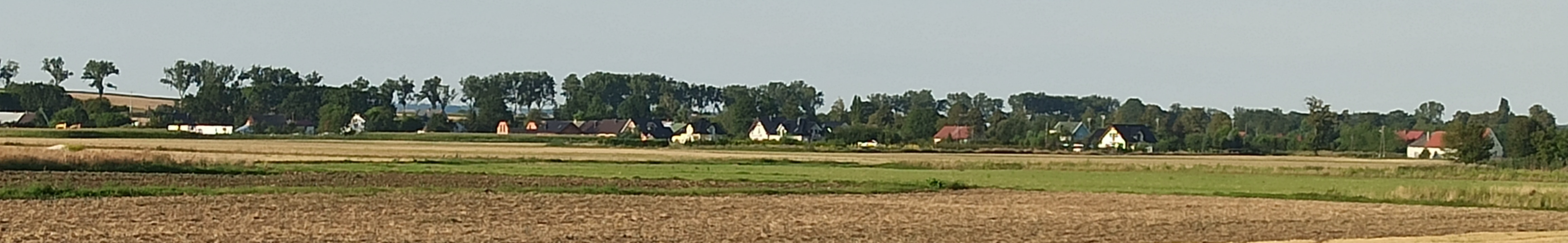
Panorama Moszczanki od strony południowej

## Nazwa
Wieś wzmiankowana w 1321 pod nazwą Longeponte, czyli Długie Mosty, ponieważ teren ten nękany był częstymi powodziami. Niemiecki nauczyciel Heinrich Adamy w swoim dziele o nazwach miejscowości na Śląsku wydanym w 1888 roku we Wrocławiu wymienia nazwę wsi zanotowaną jako Langenbrück. Słownik geograficzny Królestwa Polskiego wspomina, że w 1390 wieś nosiła nazwę Longus pons.
W Spisie miejscowości województwa śląsko-dąbrowskiego łącznie z obszarem ziem odzyskanych Śląska Opolskiego wydanym w Katowicach w 1946 wieś wymieniona jest pod polską nazwą Długomosty. 12 listopada 1946 nadano miejscowości nazwę Moszczanka.

## Historia

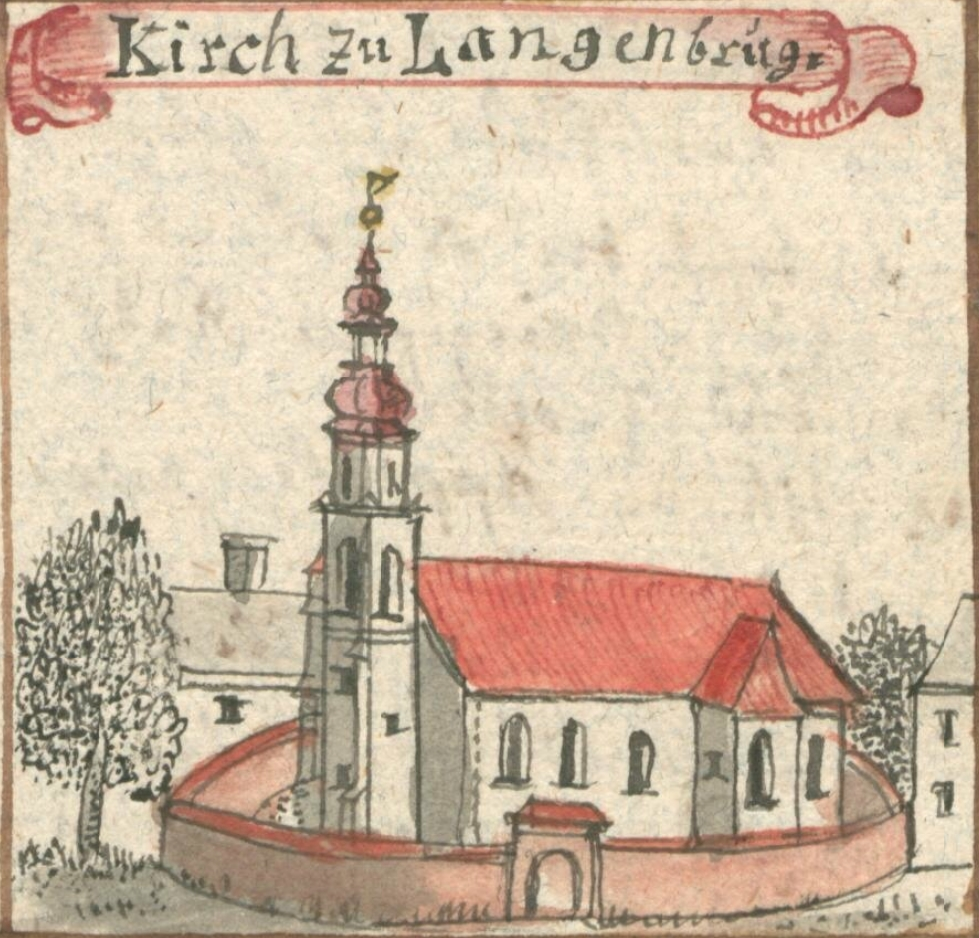
Rysunek kościoła w XVIII w. autorstwa F.B. Wernera

Moszczanka została założona podczas wielkiej akcji kolonizacyjnej w drugiej połowie XIII wieku, po najeździe mongolskim. Pierwsza wzmianka o niej pochodzi z 1321. Mieszkańcy wsi budowali nad górskimi strumieniami długie mosty, który były w stanie oprzeć się wielkiej wodzie podczas powodzi. Wówczas Moszczanka należała do margrabstwa Moraw, części Królestwa Czech. Do 1337, wraz z wójtostwem prudnickim, należała do rodu panów z Wierzbnej. Od tego czasu wieś była częścią dóbr zamku w Łące Prudnickiej. Ostatnim morawskim panem był Albrecht z Fulštejnu. W 1337 król czeski Jan Luksemburski odkupił odeń ziemię prudnicką i przekazał ją księciu niemodlińskiemu Bolesławowi Pierworodnemu. Pierwszy kościół w Moszczance, prawdopodobnie pod wezwaniem Świętego Krzyża, zbudował w latach 1327–1333 niemiecki szlachcic Berka von Dubá.

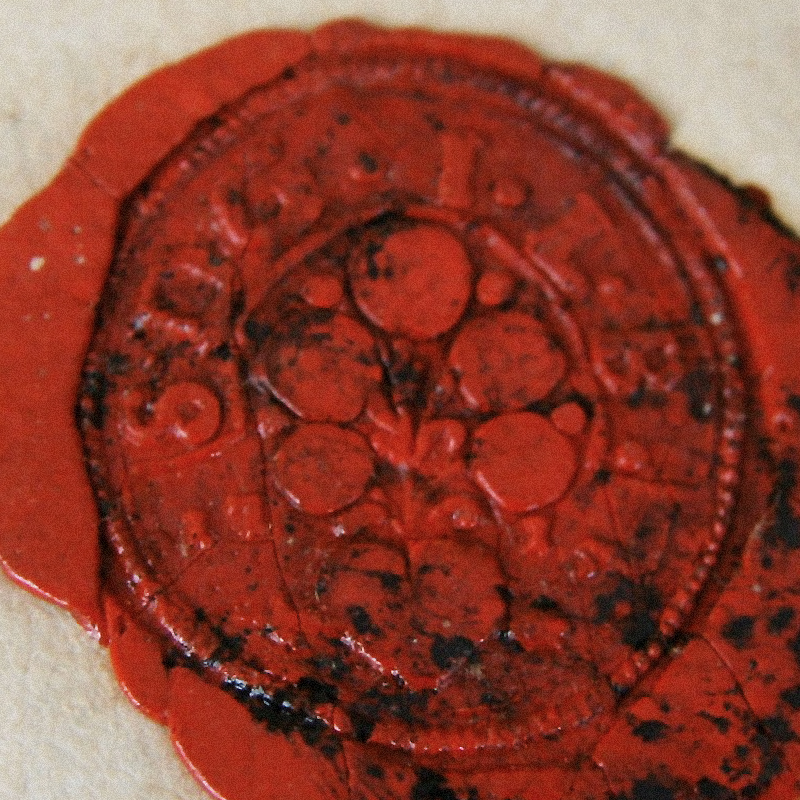
Pieczęć Moszczanki (1723)

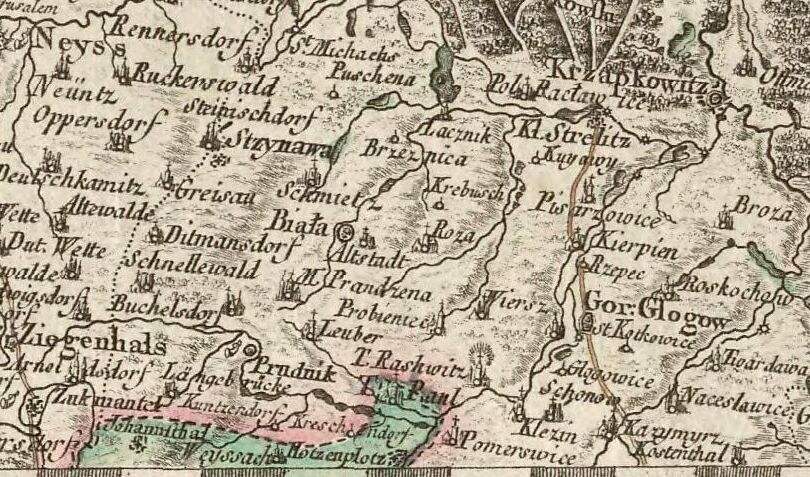
Moszczanka (Längebrücke) wśród miejscowości ziemi prudnickiej na polskojęzycznej mapie z 1772

W 1599 Moszczanka stała się własnością rodziny Mettichów. W 1640 w Moszczance, po reformacji, powstał duży barokowy kościół pod wezwaniem Podwyższenia Świętego Krzyża. Podczas wojen śląskich w Moszczance przebywał król Prus Fryderyk II Wielki. Według legendy, w marcu 1741, podczas podróży króla z kilkoma towarzyszami z Prudnika do Nysy, Fryderyk został spostrzeżony przez austriacki patrol. Miał go uratować młynarz z Moszczanki, który ukrył go za wielkim kołem w młynie na Młyńskiej Górze. Od tamtego czasu młyn zyskał przydomek „Królewskiego”, a w herbie Moszczanki umieszczono koronę królewską. Gdy pod koniec XIX wieku budowano drogę przez Moszczankę i chciano zasypać młynówkę, młynarz poskarżył się samemu królowi, który zapobiegł zasypaniu kanału. Wieś posiadała swoją własną pieczęć, która przedstawiała w polu serce i wyrastające z niego pięć kwiatów, na sercu cyfra 3, po prawej i lewej wysokie zboże, a w otoku napis: LANGENBRUCK: GEM: S: / NEYSTAETER CREYS (pol. Gmina Moszczanka / Powiat Prudnicki). Do 1742 wieś należała do powiatu sądowego prudnickiego w Monarchii Habsburgów. Po I wojnie śląskiej znalazła się w granicach Królestwa Prus i weszła w skład powiatu prudnickiego w prowincji Śląsk. Między połową XVIII a końcem XIX wieku nad strumieniem na północ od głównej zabudowy Moszczanki powstała kolonia Siemków, przypuszczalnie zasiedlona przez protestanckich emigrantów z Czech.

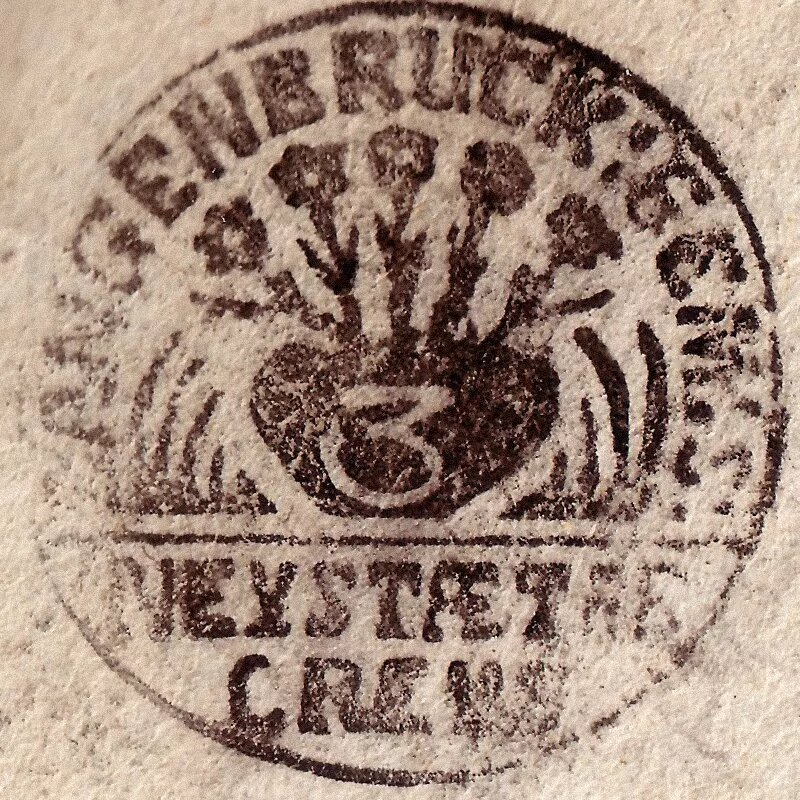
Pieczęć Moszczanki (1806)

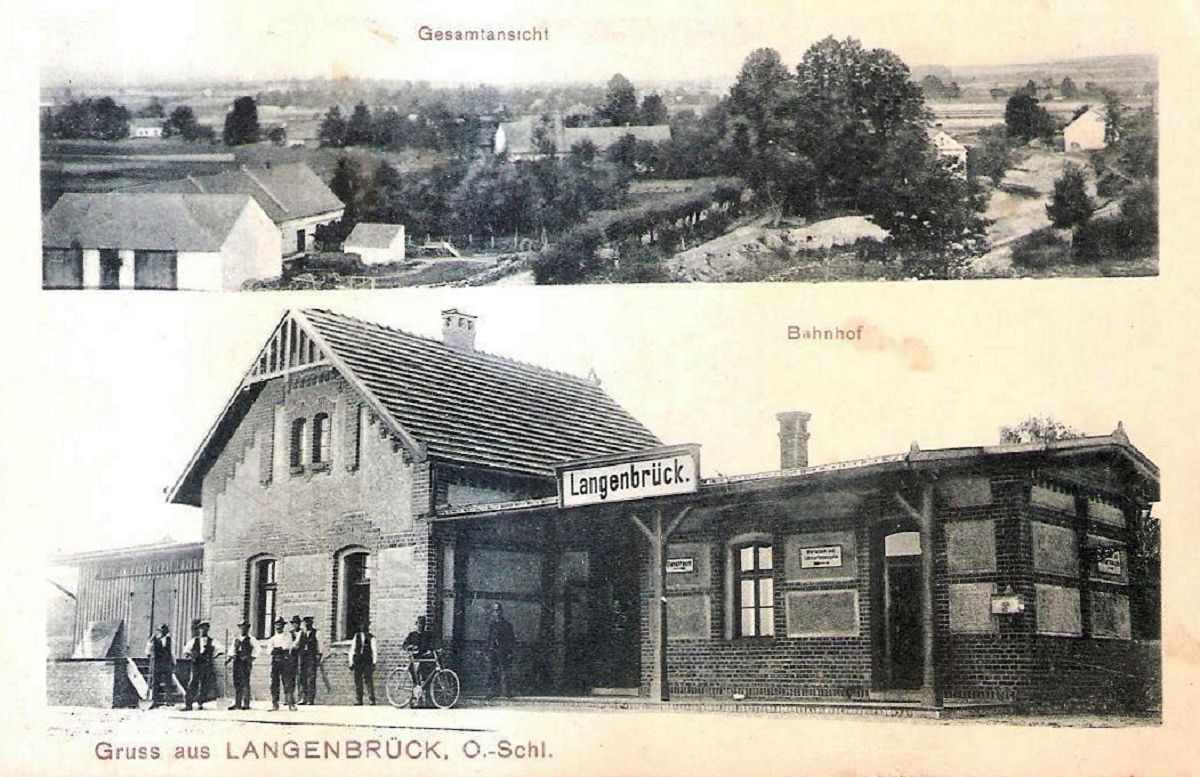
Panorama i dworzec kolejowy w Moszczance (1910)

W 1827 w północno-wschodniej części wsi wybudowano przydrożną kapliczkę. Od 1828 w dawnym młynie funkcjonowała fabryka sukna i przędzy wełnianej, którą założył Friedländer. W Moszczance wybudowano dwie szkoły, cztery młyny i folwark zamkowy. W 1865 wieś zamieszkiwało 43 kmieci, 64 zagrodników i 174 chałupników. Moszczanka wraz z okręgiem dworskim zajmowała powierzchnię 1860 ha, z czego w 1885 na użytki rolne przypadało 63% gruntów (1030 ha pól i 143 ha łąk), a na lasy 7,7% (572 ha). Znaczny był udział małych i karłowatych gospodarstw. Analfabeci w 1871 stanowili 4,5% mieszkańców, a 90% było wyznania katolickiego. 81,9% mieszkańców Moszczanki urodziło się w tej wsi, co wskazywało na silne zakorzenienie lub też izolację tej społeczności. W czasie pruskich wojen pod koniec XIX wieku: z Danią (1864), Austrią (1866) i Francją (1870–1871), poległa tylko jedna osoba z Moszczanki. W 1874 utworzono gminę zbiorową Moszczanka (Amtsbezirk Langenbrück), składającą się gromad Moszczanka i Pokrzywna. W 1875 otwarto przebiegającą na południe od Moszczanki linię kolejową Głuchołazy – Pokrzywna (– Jindřichov ve Slezku), a na niej wiadukt kolejowy nad drogą wjazdową do Moszczanki i Złotym Potokiem. W 1898 powstała miejscowa straż pożarna, a w 1900 agencja pocztowa.

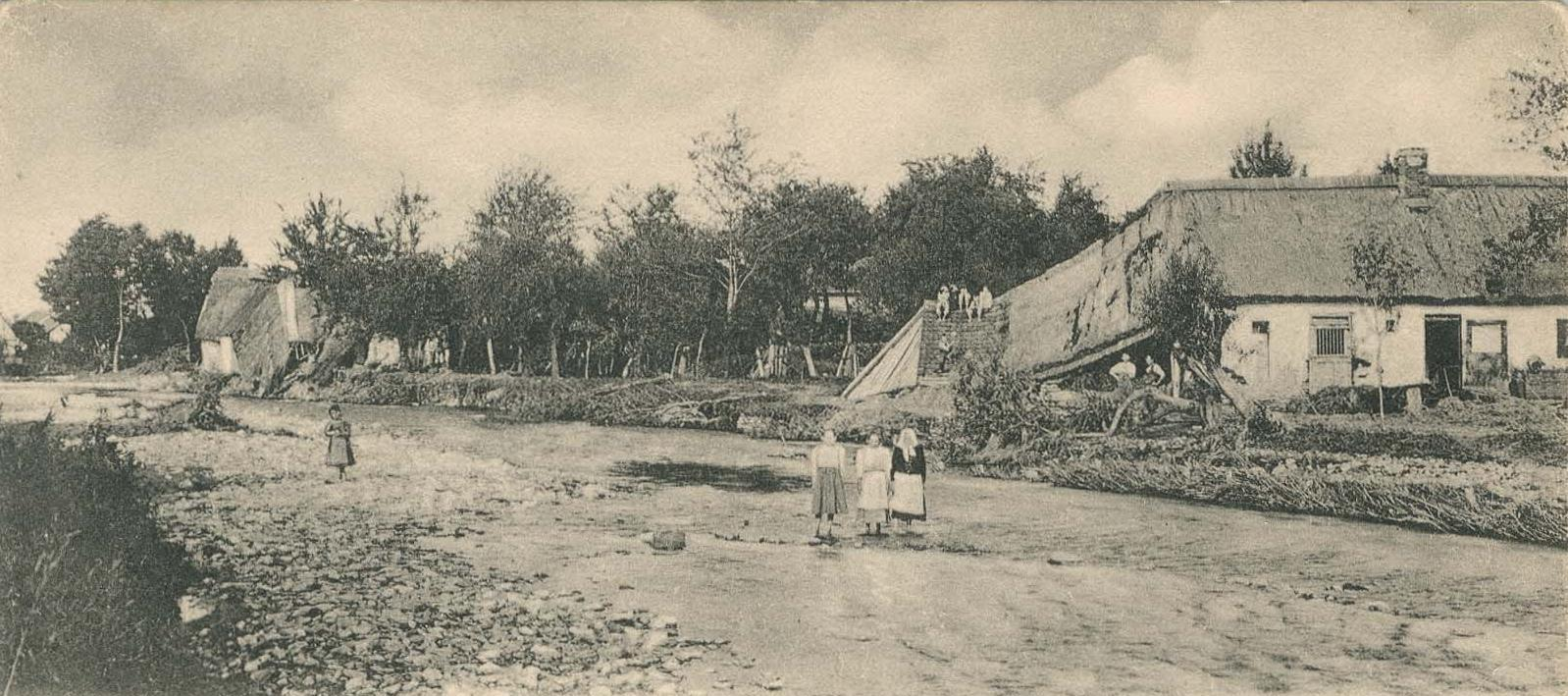
Powódź w Moszczance, 10 lipca 1903

10 lipca 1903 Moszczankę i okoliczne miejscowości nawiedziła ogromna powódź. Powódź zniszczyła w Moszczance 32 domy, wiadukt kolejowy (odbudowany w 1910), pola uprawne i łąki. Cesarzowa Niemiec Augusta Wiktoria przekazała wsi pomoc finansową, dzięki której rozbudowano Siemków oraz wzniesiony w latach 1906–1907 kościół protestancki. W 1903 w Moszczance rozpoczęła działalność placówka zgromadzenia szarych sióstr św. Elżbiety, a w 1906 ewangelicka diakonisa. Według spisu ludności z 1 grudnia 1910, na 1943 mieszkańców Moszczanki 1928 posługiwało się językiem niemieckim, 3 językiem polskim, 9 innym językiem, a 3 było dwujęzycznych. Po I wojnie światowej do Moszczanki doprowadzono elektryczność, a także powstał pomnik upamiętniający mieszkańców wsi, którzy zginęli podczas wojny. 9 maja 1966 został na nowo zagospodarowany jako upamiętnienie Tysiąclecie Państwa Polskiego. Na frontach I wojny światowej zginęło 76 mężczyzn zamieszkałych w Moszczance, a niedożywienie i choroby, w tym pandemia grypy hiszpanki, spowodowały straty również wśród ludności cywilnej. W 1921 w zasięgu plebiscytu na Górnym Śląsku znalazła się tylko część powiatu prudnickiego. Moszczanka znalazła się po stronie zachodniej, poza terenem plebiscytowym.
Po okresie wzrostu zaludnienia (1208 mieszkańców w 1816 roku, 1389 w 1825 r., 1719 w 1840 r. i 2315 w 1867 r.) odnotowano jego spadek (2263 w 1871 r., 2212 w 1885 r., 2257 w 1895 r. i 1943 w 1910 r.).

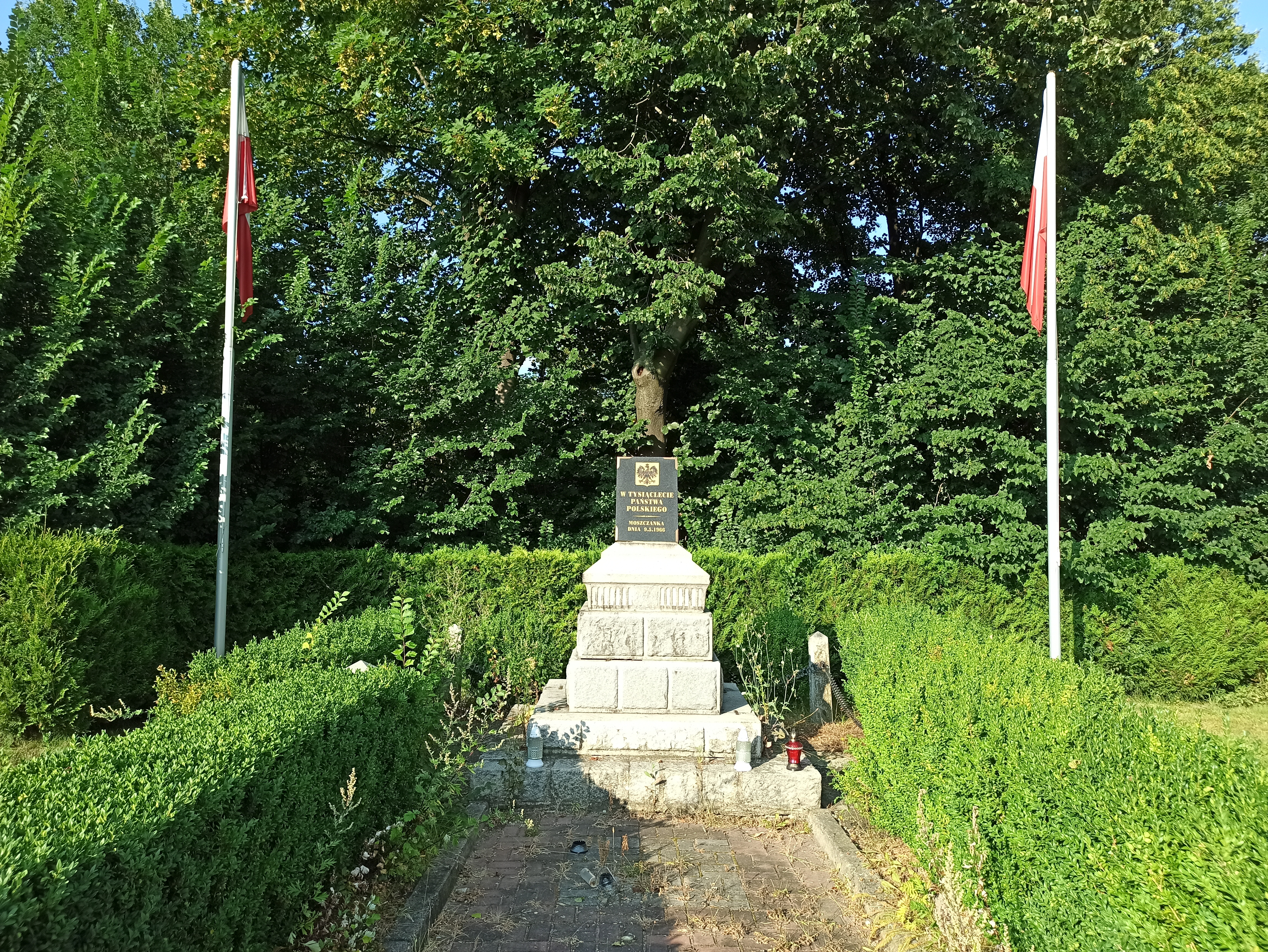
Pomnik 1000-lecia Państwa Polskiego

7 października 1938 przez Moszczankę przejeżdżali m.in. Adolf Hitler i feldmarszałek Hermann Göring, którzy po wizytacji Kraju Sudetów udali się do Prudnika na pociąg, którym wrócili do Berlina. Według Głównej Komisji Badania Zbrodni Niemieckich w Polsce, podczas II wojny światowej w Moszczance zamordowano 1 obywatela Polski. Amerykańskie lotnictwo przeprowadzało bombardowania w okolicy Gór Opawskich. Podczas jednego z nich w okolicy Moszczanki zginęło kilkunastu żołnierzy Volkssturmu, a wiadukt kolejowy został ponownie zniszczony. W marcu 1945 wieś była jedną z miejscowości powiatu prudnickiego, które zostały przystosowane przez Niemców do obrony przed Armią Czerwoną. Na jej terenie powstały rowy i okopy. Pobliski las został zaminowany. Podczas walk w rejonie Prudnika, przed przybyciem Armii Czerwonej do Moszczanki, 16 lub 17 marca 1945, kościół Podwyższenia Świętego Krzyża został wysadzony w powietrze po ewakuacji mieszkańców wsi do Czech. Za wybuch odpowiedzialny był Born – dyrektor szkoły w Moszczance. Planował wysadzenie jedynie wieży kościelnej. Zlecił to zadanie trzem mieszkańcom, jednak nie chcieli tego zrobić, za co zostali zabici. Działający sam Born źle wyliczył ładunek i oprócz wieży, wysadził cały kościół z plebanią. W wyniku działań wojennych zniszczony został XVIII-wieczny młyn zwany „Królewskim”.
Od marca do maja 1945 powiat prudnicki znajdował się pod kontrolą radzieckiej komendantury wojskowej. 11 maja 1945 polska administracja przejęła władzę cywilną w powiecie prudnickim. Wówczas w Moszczance została osiedlona część polskich repatriantów z województwa małopolskiego i Kresów Wschodnich – z Pikułowic i Barszczowic na terenie obecnej Ukrainy.
W latach 1945–1950 Moszczanka należała do województwa śląskiego, a od 1950 do województwa opolskiego. W latach 1945–1954 wieś była siedzibą gminy Moszczanka, a w latach 1954–1972 gromady Moszczanka. Podlegała urzędowi pocztowemu w Prudniku.
15 września 1945 w Moszczance rozpoczęła działalność szkoła podstawowa. We wsi funkcjonował punkt sanitarny Polskiego Czerwonego Krzyża. W połowie 1946 we wsi działał gminny komitet Polskiej Partii Socjalistycznej. Do 1948 we wsi powstał jeden z sześciu w powiecie prudnickim ośrodków zdrowia. W 1950 dyrektorstwo szpitala w Prudniku utworzyło izbę porodową w Moszczance. W 1954 powstała świetlica państwowa, którą kierował Jan Trybuła. W maju tego samego roku Trybuła założył w Moszczance zespół teatralny „Złoty Kłos”. Społeczne Ognisko Muzyczne w Prudniku utworzyło punkt rozwojowy w Moszczance. W latach 60. XX wieku w Moszczance funkcjonowała szkoła przysposobienia rolniczego. W 1968 we wsi założono filię terenową Towarzystwa Miłośników Ziemi Prudnickiej. W 1974 utworzono Wiejski Dom Kultury. W latach 1982–1988 we wsi wybudowano nowy kościół Podwyższenia Świętego Krzyża.
Wieś ucierpiała podczas powodzi w lipcu 1997. Z Moszczanki ewakuowane były 72 osoby, z czego 42 stanowiły dzieci z Bytomia, które przebywały tu na kolonii, a także dzieci z Litwy i Ukrainy. Zalana została droga do Łąki Prudnickiej. W 1997 Moszczanka przystąpiła do Programu Odnowy Wsi Opolskiej. Od lipca 2006, Moszczanka prowadzi współpracę z Jindřichovem w Czechach.
Uchwałą z 18 grudnia 2020 Rady Miejskiej Prudnika wyznaczono na terenie gmin Prudnik i Głuchołazy aglomerację Prudnik o równoważnej liczbie mieszkańców 30667 oraz zlokalizowaną na terenie miejscowości: Prudnik, Chocim, Dębowiec, Jarnołtówek, Łąka Prudnicka, Moszczanka, Niemysłowice, Pokrzywna z oczyszczalnią ścieków w Prudniku.
Podczas powodzi we wrześniu 2024 woda zniszczyła infrastrukturę drogową we wsi, wymywając niektóre fragmenty dróg z poboczami wzdłuż Złotego Potoku. Zniszczona została m.in. droga poniżej boiska oraz przy szkole podstawowej. Drzewa przy kościele zostały powalone. Zerwana została kładka przy łowisku obok mostu kolejowego. We wsi doszło do uszkodzenia sieci wodociągowej. W usuwanie skutków powodzi zaangażowani zostali stacjonujący w Prudniku żołnierze.

### Przynależność państwowa i administracyjna
| Okres     |                                                                                | Państwo                           | Zwierzchnictwo                    | Jednostka administracyjna                                                |
| --------- | ------------------------------------------------------------------------------ | --------------------------------- | --------------------------------- | ------------------------------------------------------------------------ |
| 1321–1337 |                                                                                | Królestwo Czech                   | Królestwo Czech                   | Morawy, ziemia prudnicka                                                 |
| 1337–1382 |                                                                                | Księstwo niemodlińskie            | Księstwo niemodlińskie            |                                                                          |
| 1382–1424 |                                                                                | Księstwo niemodlińsko-strzeleckie | Księstwo niemodlińsko-strzeleckie |                                                                          |
| 1424–1460 |                                                                                | Księstwo głogówecko-prudnickie    | Księstwo głogówecko-prudnickie    |                                                                          |
| 1460–1521 |                                                                                | Księstwo opolskie                 | Księstwo opolskie                 |                                                                          |
| 1521–1532 |                                                                                | Księstwo opolsko-raciborskie      | Księstwo opolsko-raciborskie      | księstwo opolskie                                                        |
| 1532–1742 | Monarchia Habsburgów                                                           | Monarchia Habsburgów              | Święte Cesarstwo Rzymskie         | księstwo opolsko-raciborskie, powiat sądowy prudnicki                    |
| 1742–1806 |                                                                                | Królestwo Prus                    | Święte Cesarstwo Rzymskie         | kamera wrocławska, departament wrocławski, powiat prudnicki              |
| 1806–1815 |                                                                                | Królestwo Prus                    | Królestwo Prus                    | kamera wrocławska, departament wrocławski, powiat prudnicki              |
| 1815–1871 | prowincja Śląsk, rejencja opolska, powiat prudnicki                            | Królestwo Prus                    | Królestwo Prus                    |                                                                          |
| 1871–1918 | Cesarstwo Niemieckie                                                           | Cesarstwo Niemieckie              | Cesarstwo Niemieckie              | Królestwo Prus, prowincja Śląsk, rejencja opolska, powiat prudnicki      |
| 1918–1919 |                                                                                | Republika Weimarska               | Republika Weimarska               | Wolne Państwo Prusy, prowincja Śląsk, rejencja opolska, powiat prudnicki |
| 1919–1933 | Wolne Państwo Prusy, prowincja Górny Śląsk, rejencja opolska, powiat prudnicki | Republika Weimarska               | Republika Weimarska               |                                                                          |
| 1933–1938 | Wolne Państwo Prusy, prowincja Górny Śląsk, rejencja opolska, powiat prudnicki | III Rzesza                        | III Rzesza                        | III Rzesza                                                               |
| 1938–1941 | Wolne Państwo Prusy, prowincja Śląsk, rejencja opolska, powiat prudnicki       | III Rzesza                        | III Rzesza                        | III Rzesza                                                               |
| 1941–1945 | Wolne Państwo Prusy, prowincja Górny Śląsk, rejencja opolska, powiat prudnicki | III Rzesza                        | III Rzesza                        | III Rzesza                                                               |
| 1945–1946 |                                                                                | Rzeczpospolita Polska             | Rzeczpospolita Polska             | Okręg I (Śląsk Opolski)                                                  |
| 1946–1950 | województwo śląskie, powiat prudnicki, gmina Moszczanka                        | Rzeczpospolita Polska             | Rzeczpospolita Polska             |                                                                          |
| 1950–1952 | województwo opolskie, powiat prudnicki, gmina Moszczanka                       | Rzeczpospolita Polska             | Rzeczpospolita Polska             |                                                                          |
| 1952–1954 | województwo opolskie, powiat prudnicki, gmina Moszczanka                       |                                   | Polska Rzeczpospolita Ludowa      | Polska Rzeczpospolita Ludowa                                             |
| 1954–1973 | województwo opolskie, powiat prudnicki, gromada Moszczanka                     |                                   | Polska Rzeczpospolita Ludowa      | Polska Rzeczpospolita Ludowa                                             |
| 1973–1975 | województwo opolskie, powiat prudnicki, gmina Prudnik                          |                                   | Polska Rzeczpospolita Ludowa      | Polska Rzeczpospolita Ludowa                                             |
| 1975–1989 | województwo opolskie, gmina Prudnik                                            |                                   | Polska Rzeczpospolita Ludowa      | Polska Rzeczpospolita Ludowa                                             |
| 1989–1998 | województwo opolskie, gmina Prudnik                                            | Polska                            | Rzeczpospolita Polska             | Rzeczpospolita Polska                                                    |
| od 1999   | województwo opolskie, powiat prudnicki, gmina Prudnik                          | Polska                            | Rzeczpospolita Polska             | Rzeczpospolita Polska                                                    |

## Mieszkańcy
Miejscowość zamieszkiwana jest przez ludność napływową, przybyłą na Śląsk z Kresów Wschodnich po 1945 w wyniku przymusowych przesiedleń ludności polskiej oraz z centralnej Polski (teren późniejszych województw krakowskiego i nowosądeckiego).
Według Narodowego Spisu Powszechnego w 2011 Moszczanka liczyła 1114 mieszkańców, co czyni ją drugą pod względem wielkości wsią gminy Prudnik.

### Liczba mieszkańców wsi
- 1860 – 2270[74]
- 1871 – 2247[75]
- 1885 – 2190[76]
- 1900 – 2093[77]
- 1905 – 1945[78]
- 1933 – 1960[79]
- 1939 – 1897[79]
- 1940 – 1894[80]
- 1966 – 1082[81]
- 1998 – 1166[7]
- 2002 – 1093[7]
- 2009 – 1138[7]
- 2011 – 1114[7]
- 2013 – 1112[82]

## Zabytki
Do wojewódzkiego rejestru zabytków wpisane są:
- kaplica przydrożna, z 1827 r., wypisana z księgi rejestru
- szkoła ewangelicka, obecnie dom nr 112, z XVIII/XIX w.
- dom nr 65, z XVIII/XIX w., 1810 r., wypisany z księgi rejestru.

Zgodnie z gminną ewidencją zabytków w Moszczance chronione są ponadto:
- cmentarz rzymskokatolicki
- cmentarz ewangelicko-augsburski
- zespół opieki zdrowotnej (d. dom), nr 252
- most kolejowy na linii 333 Moszczanka–Jindřichov

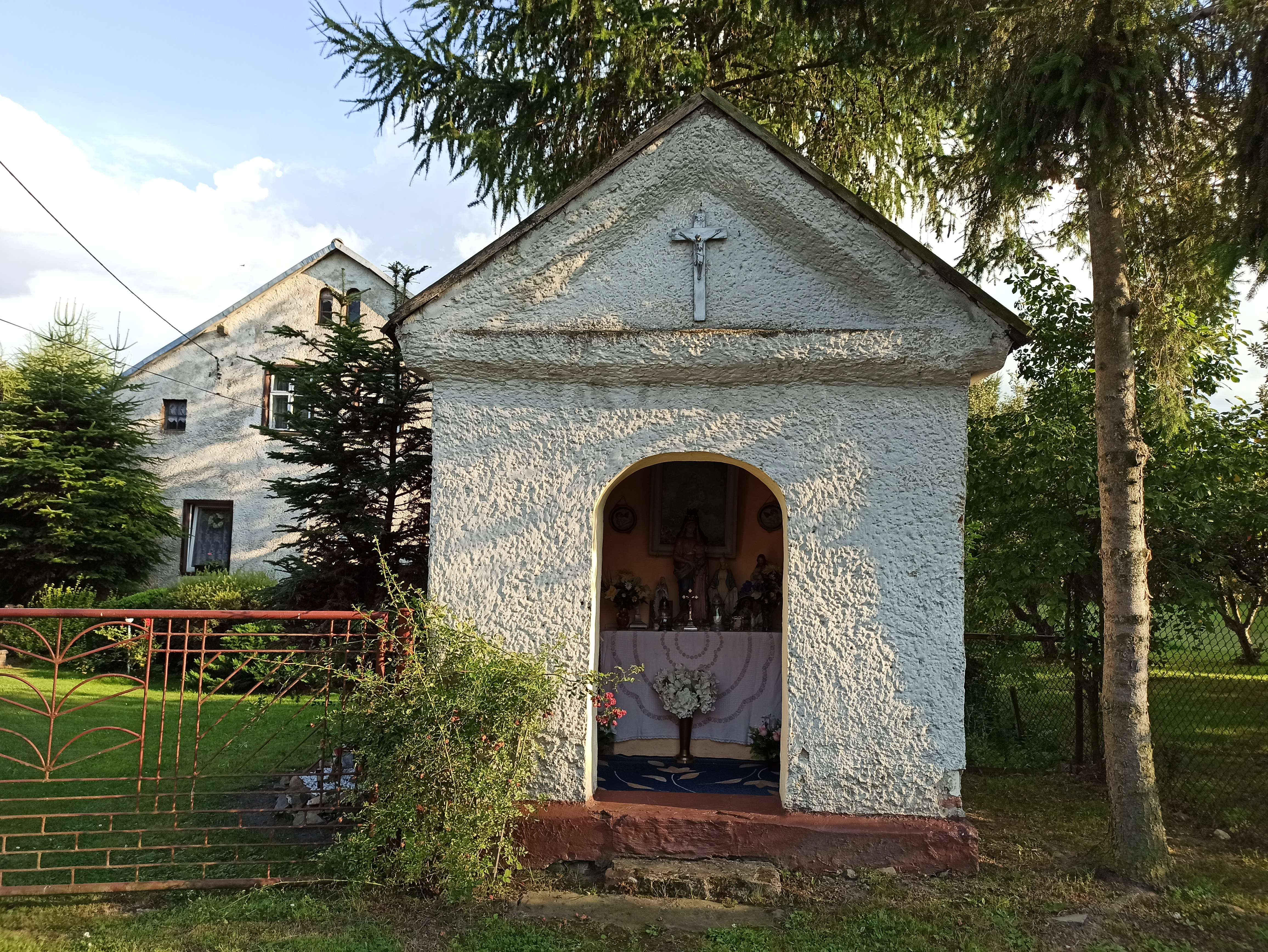
Kaplica przydrożna
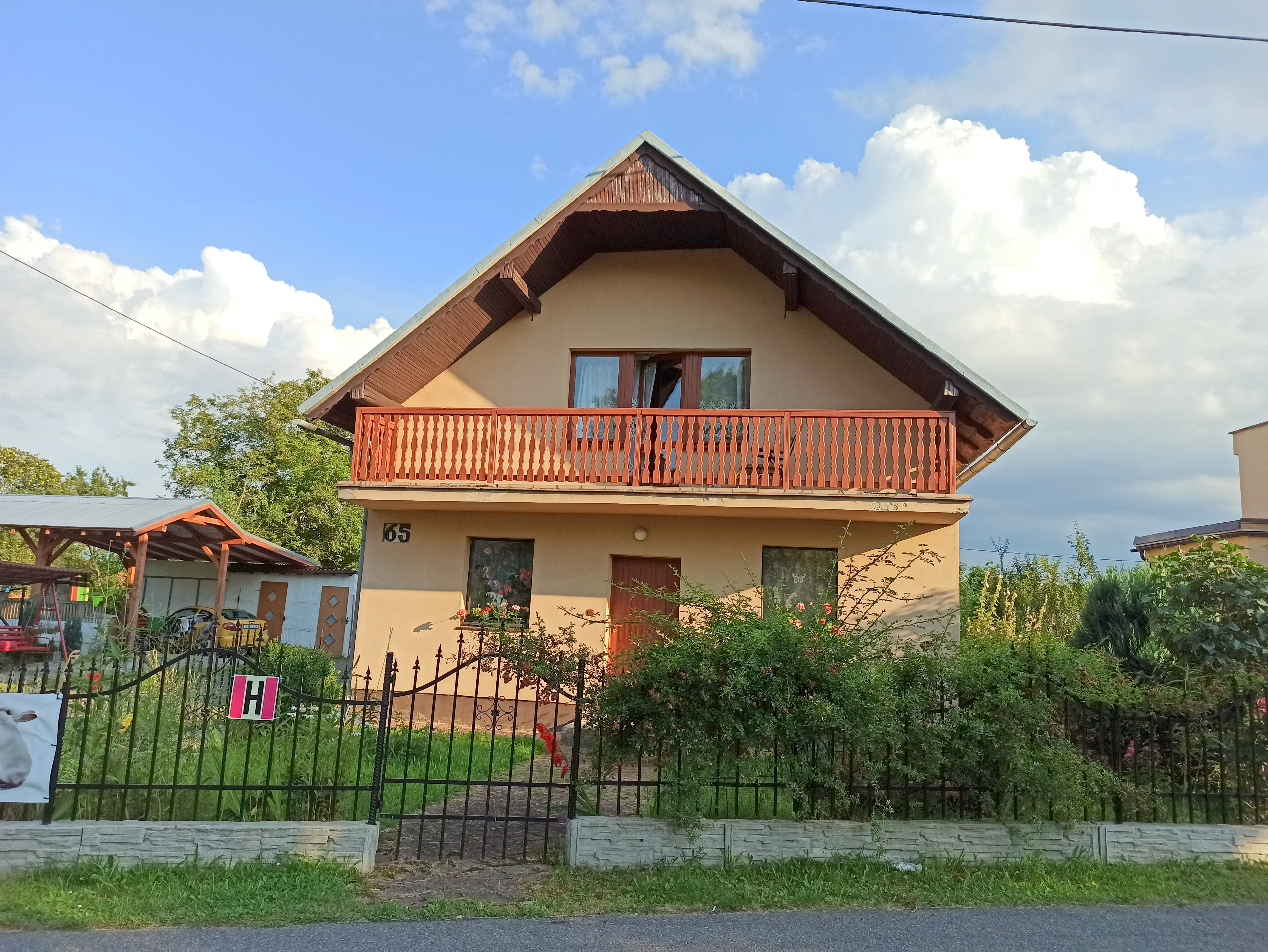
Dom nr 65
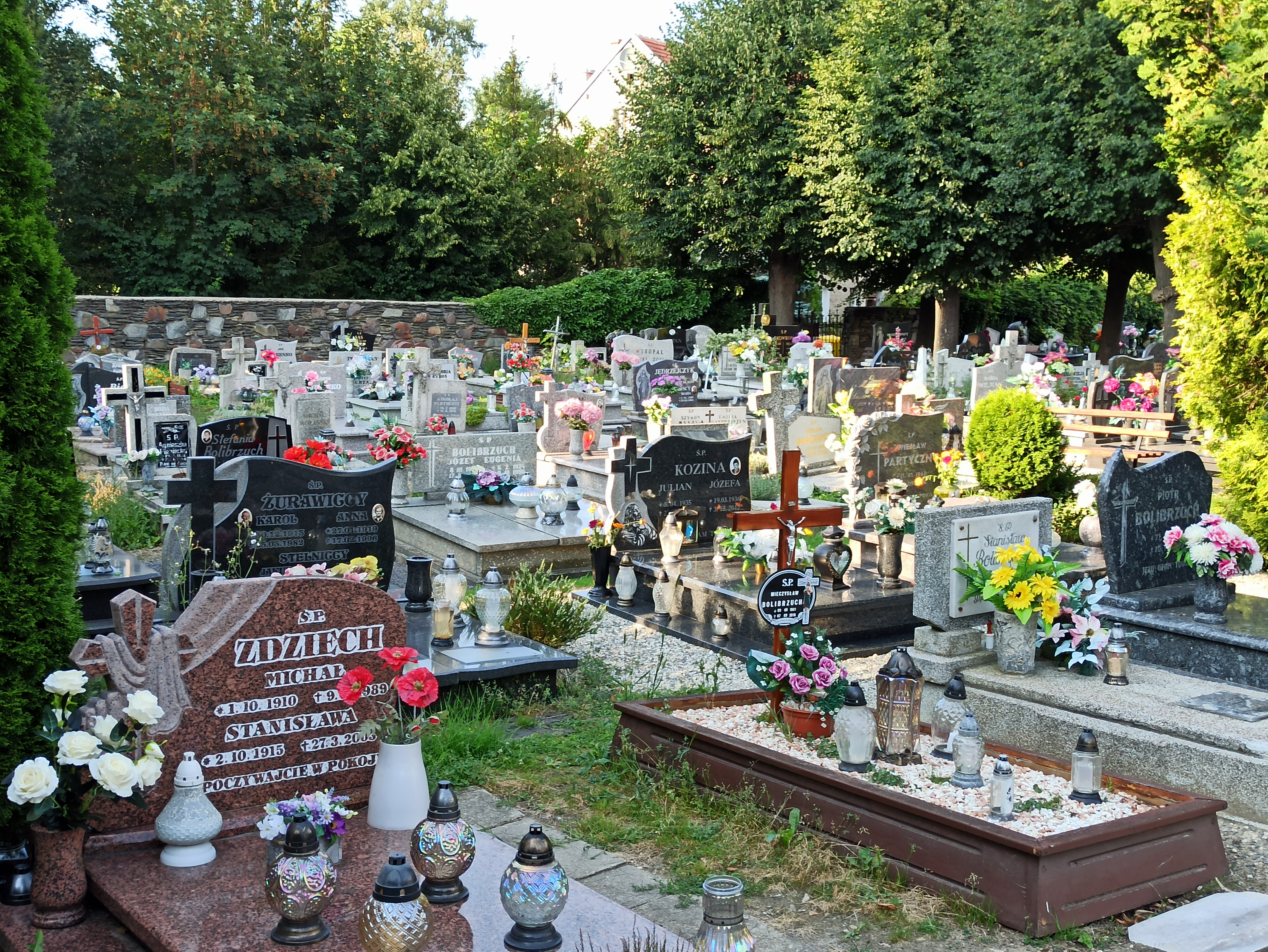
Cmentarz rzymskokatolicki
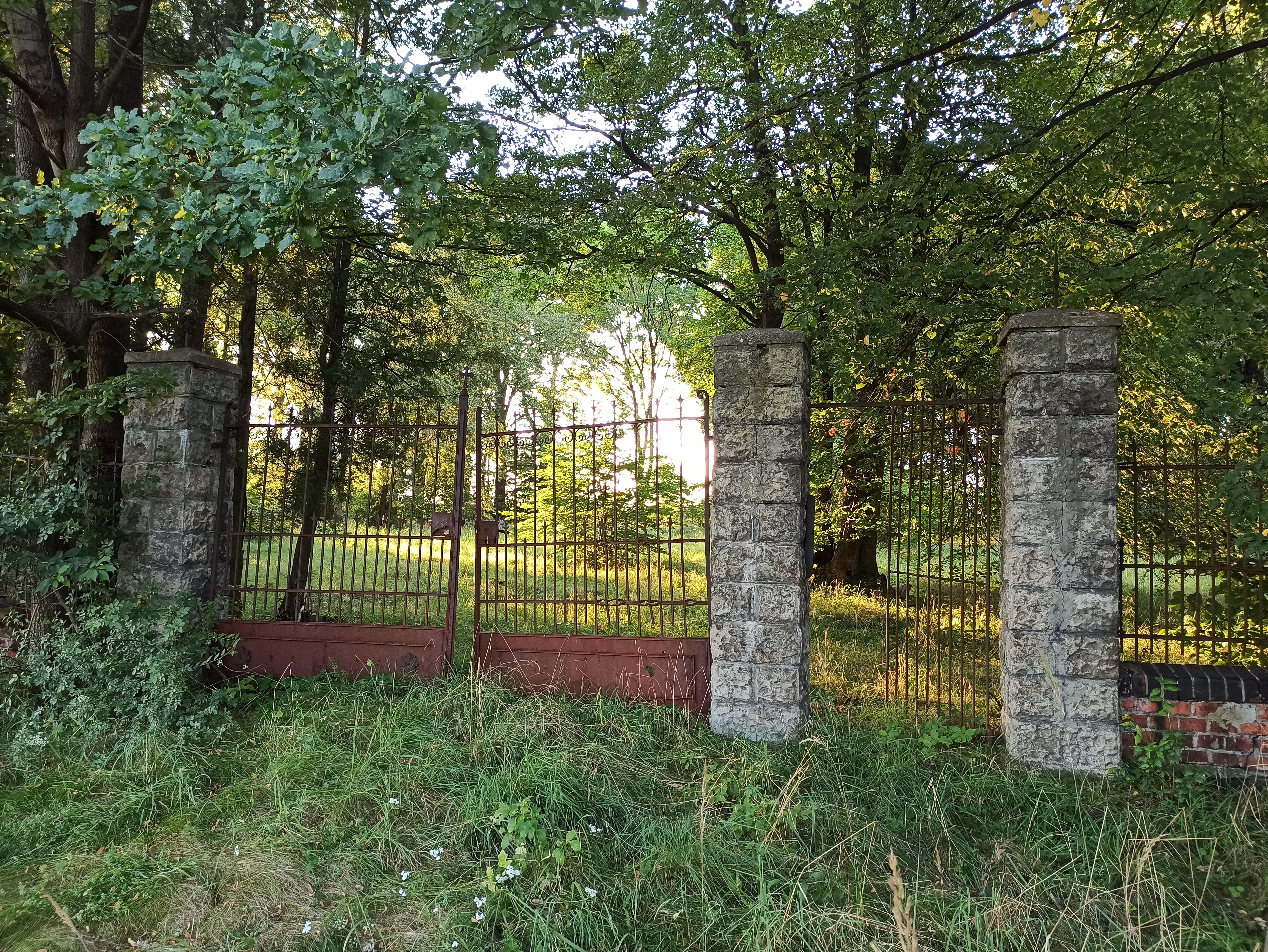
Cmentarz ewangelicko-augsburski
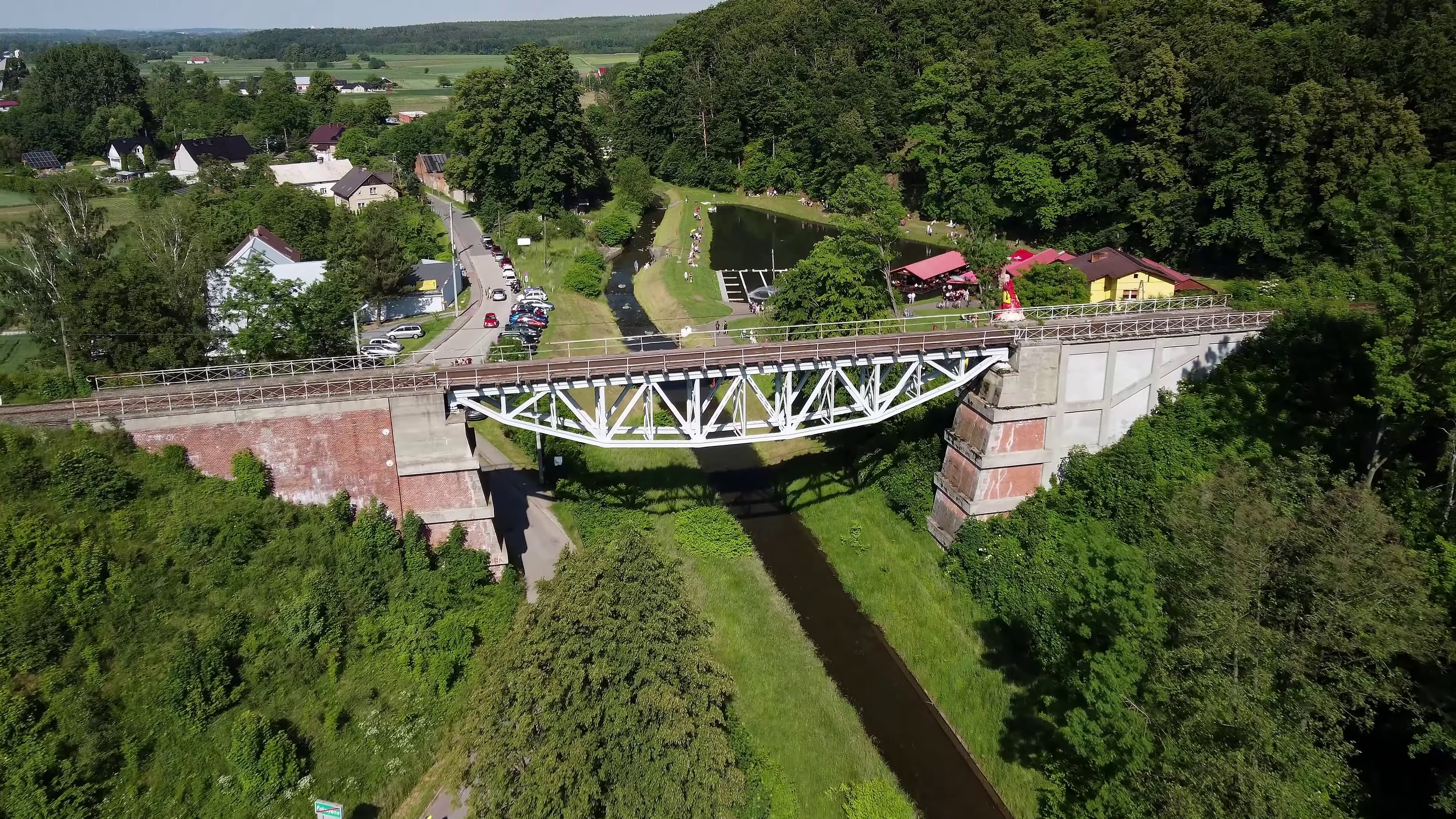
Most kolejowy

## Pomniki i obiekty upamiętniające
- Pomnik Tysiąclecia Państwa Polskiego – pomnik w sąsiedztwie cmentarza w Moszczance powstały w latach 20. XX wieku jako upamiętnienie mieszkańców wsi, którzy polegli w I wojnie światowej. W 1966 został zagospodarowany jako upamiętnienie Tysiąclecia Państwa Polskiego[85]. Przy pomniku odbywają się obchody świąt państwowych[86].
- Mogiła żołnierza Wojska Polskiego – mogiła Stanisława Bielińskiego, żołnierza Wojska Polskiego, na cmentarzu w Moszczance. Na mogile inskrypcja: „Żołnierz Wojska Polskiego Stanisław Bieliński ur. 1921 r. zginął śmiercią tragiczną 16.04.1945 r.”[87]
- Tablica Budowniczym Publicznej Szkoły Podstawowej – tablica pamiątkowa w Publicznej Szkole Podstawowej im. Haliny Semenowicz w Moszczance odsłonięta 19 kwietnia 2013, ufundowana przez społeczność szkolną i poświęcona budowniczym szkoły[88].
- Tablica Księdzu Józefowi Wojtaskowi – tablica pamiątkowa w kościele w Moszczance odsłonięta w 2021. Poświęcona jest Józefowi Wojtaskowi, proboszczowi parafii w Moszczance w latach 1986–2020, odpowiedzialnemu za budowę miejscowego kościoła, kaplicy cmentarnej i plebanii[potrzebny przypis].

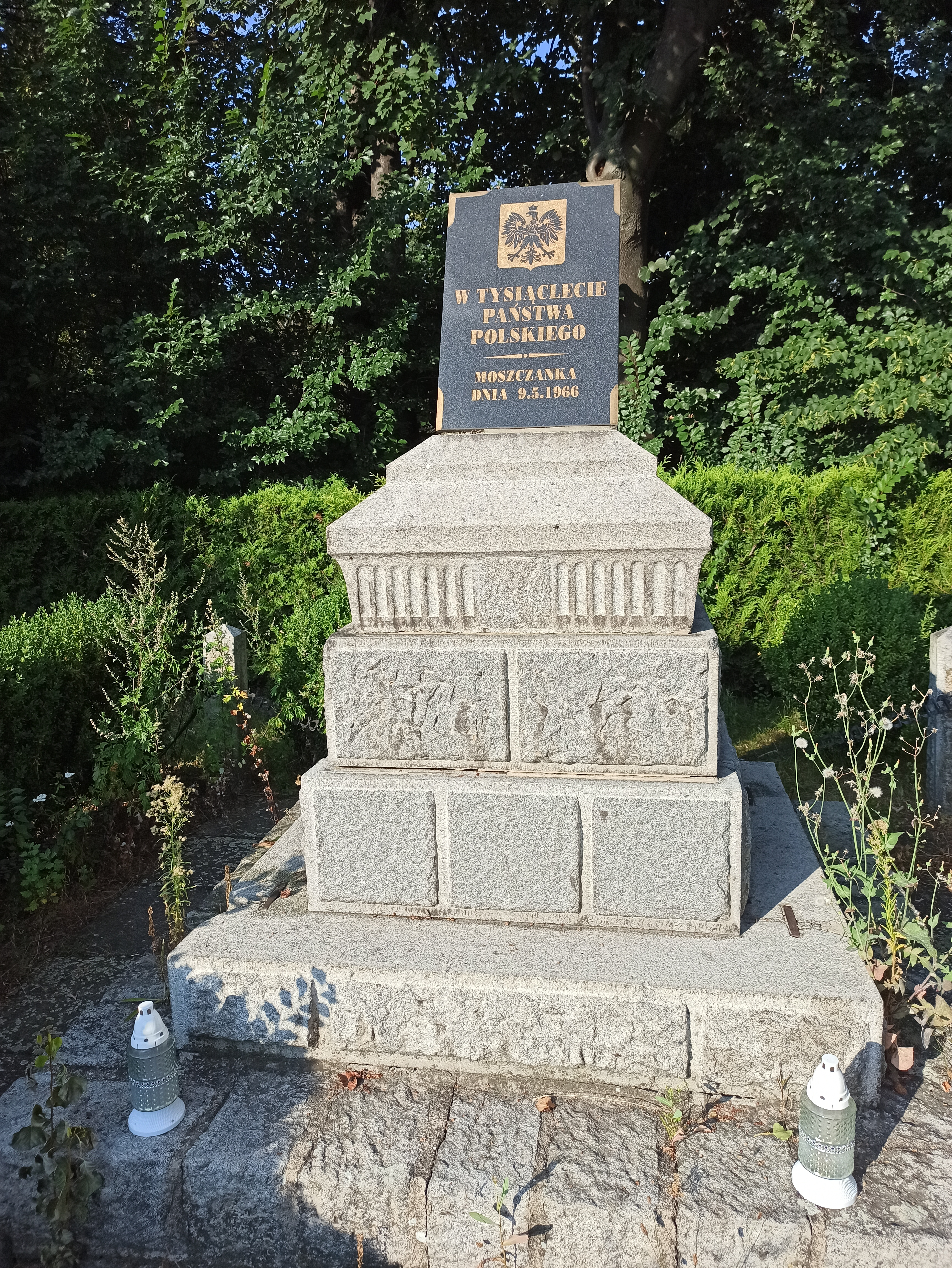
Pomnik Tysiąclecia Państwa Polskiego
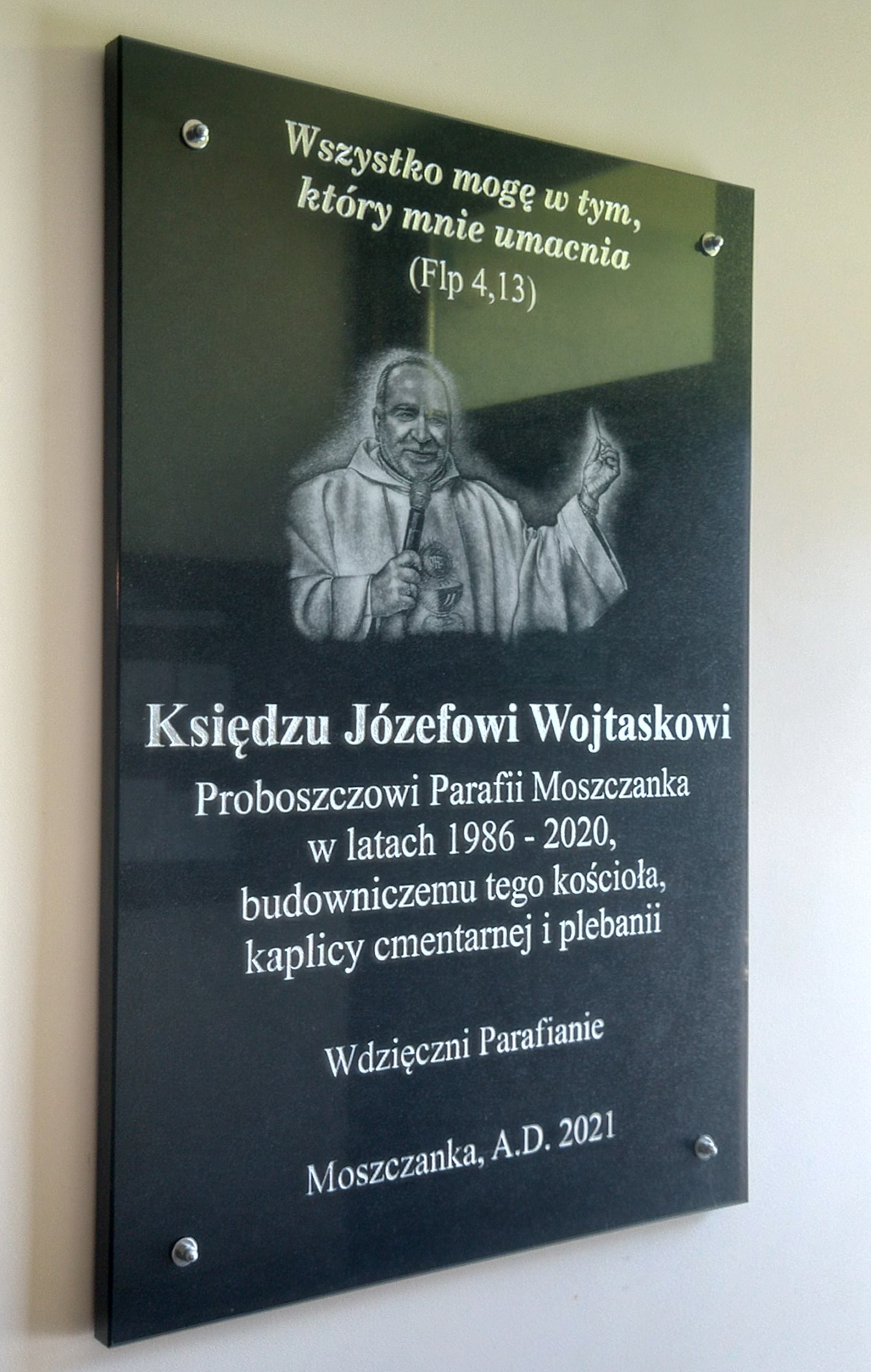
Tablica Księdzu Józefowi Wojtaskowi

## Gospodarka
Indywidualni rolnicy uprawiają głównie pszenicę ozimą, jęczmień jary, mieszankę zbożową oraz w niewielkiej ilości buraki cukrowe i rzepak. We wsi znajduje się hodowla jelenia europejskiego.
We wsi znajduje się m.in. placówka handlowa sieci Dino Polska.
Moszczanka wraz z całą gminą Prudnik podlega pod inspektorat ZUS w Prudniku.

## Transport

### Transport drogowy

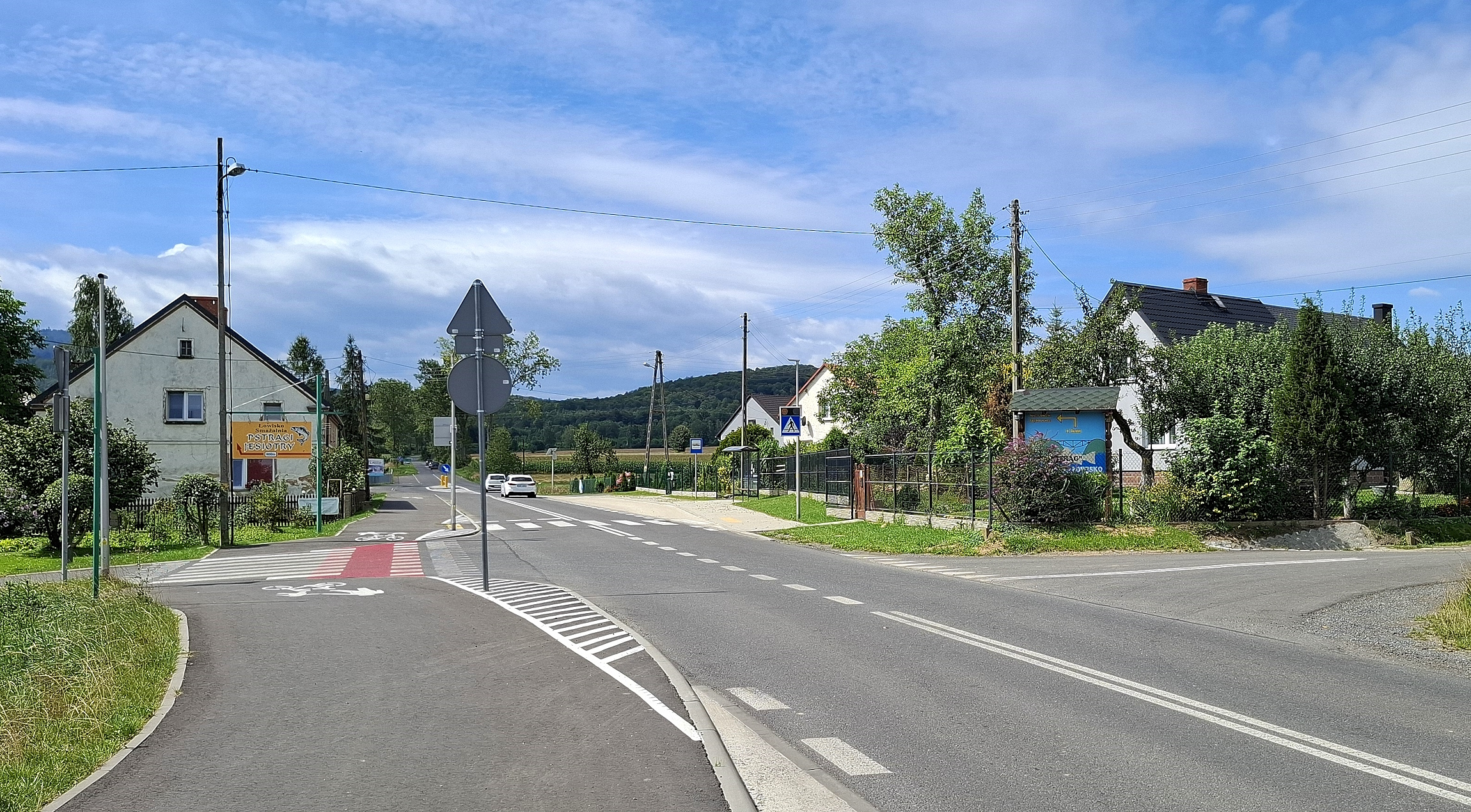
Droga powiatowa nr 1617O

Do Moszczanki można dojechać z Prudnika przez Łąkę Prudnicką (DK40), a także z Głuchołaz przez Jarnołtówek i Pokrzywną. W zarządzie Wydziału Drogownictwa Starostwa Powiatowego w Prudniku znajdują się drogi powiatowe: nr 1617O relacji Łąka Prudnicka – Moszczanka – Starowice oraz nr 1618O relacji Łąka Prudnicka – Moszczanka – Pokrzywna.

### Transport kolejowy

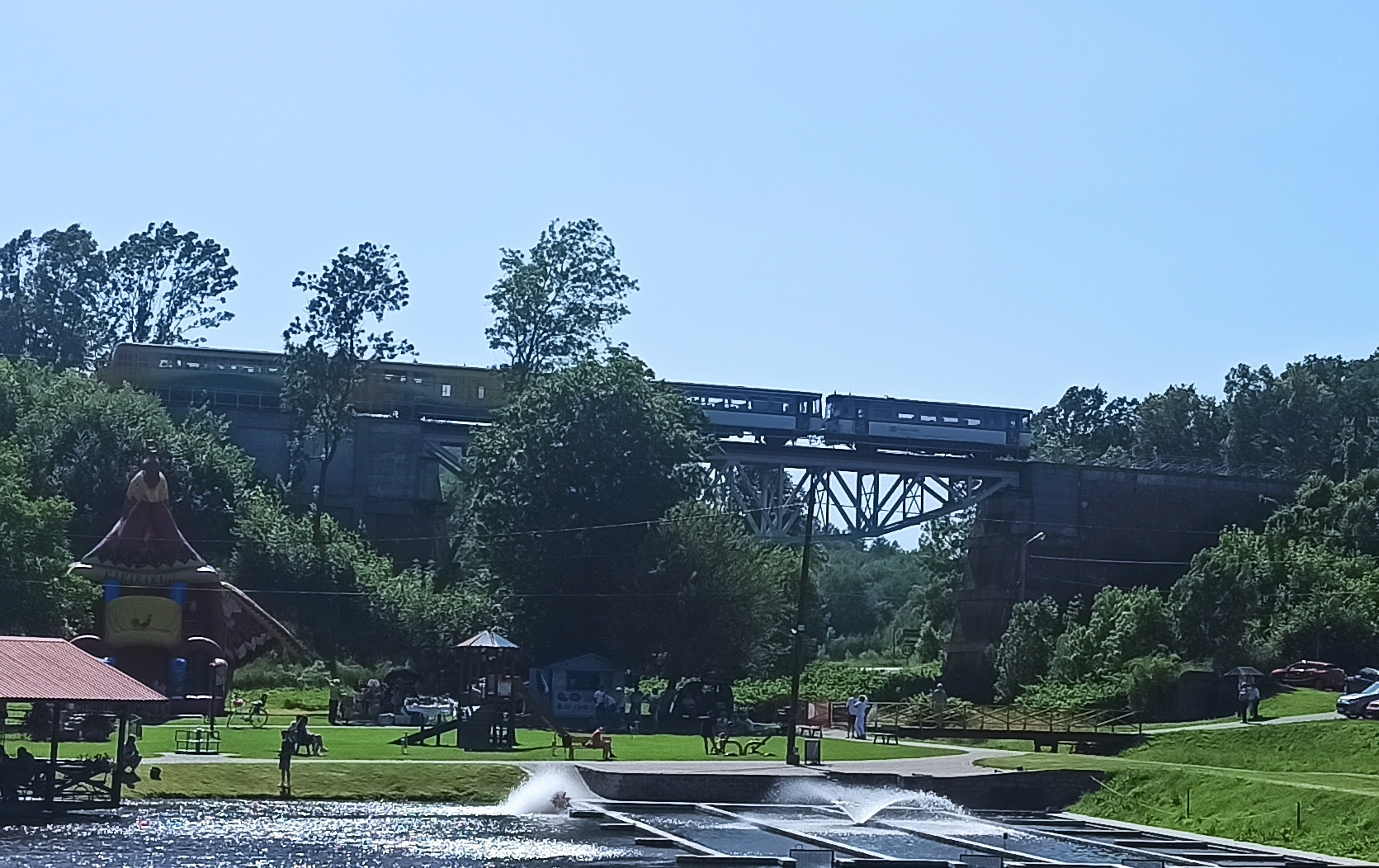
Czeski pociąg przejeżdżający przez wiadukt w Moszczance

Pograniczem Moszczanki z Pokrzywną i Wieszczyną biegnie linia kolejowa nr 333 Głuchołazy – Pokrzywna, przejeżdżają tędy pociągi czeskie. W Moszczance znajduje się nieczynna stacja kolejowa Pokrzywna. Starostwo powiatu prudnickiego planuje utworzenie przystanku kolejowego pomiędzy Moszczanką i Pokrzywną.

### Transport autobusowy

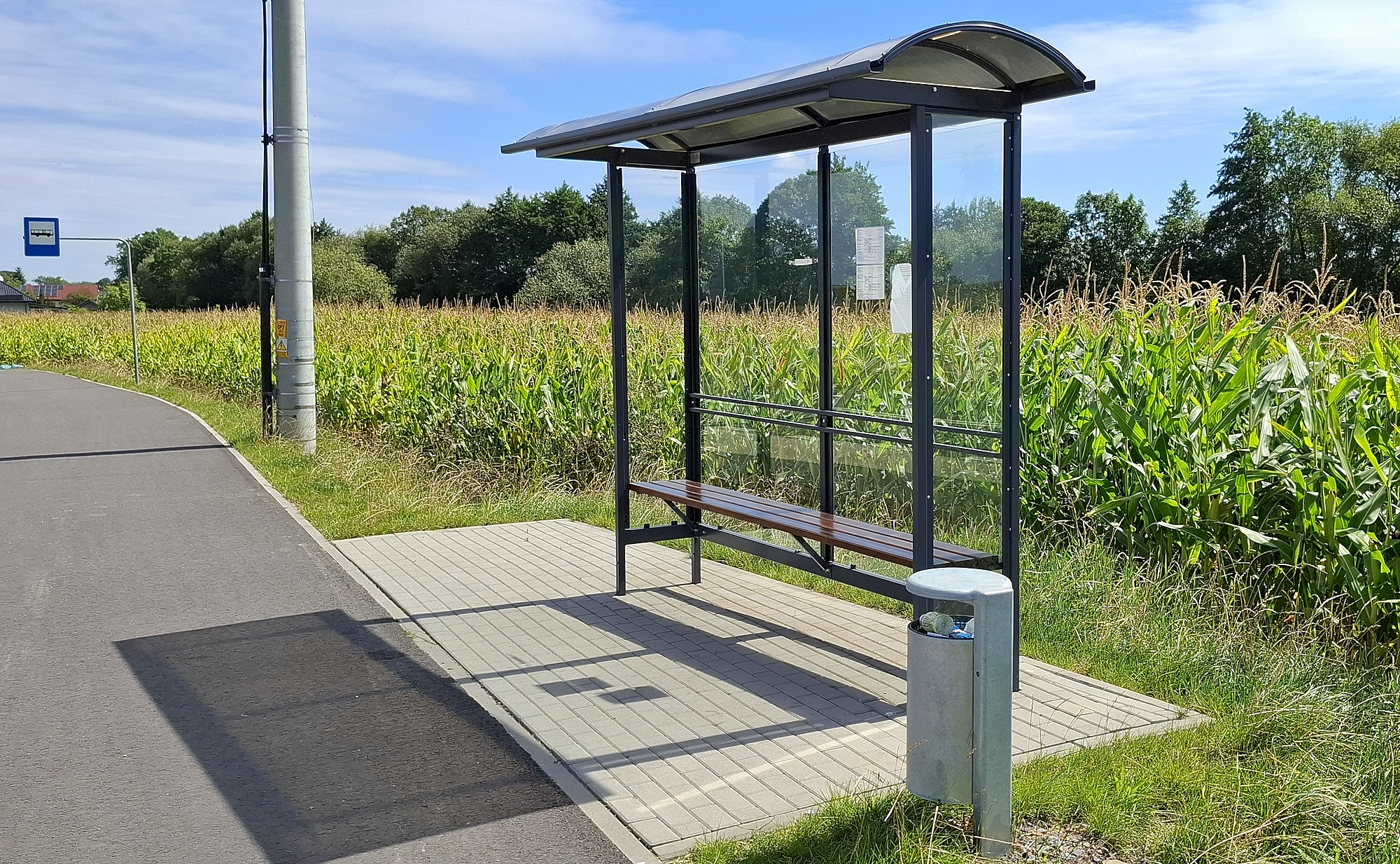
Przystanek autobusowy

Moszczanka posiada połączenia autobusowe z Opolem, Prudnikiem, Nysą, Głuchołazami i Kędzierzynem-Koźlem. We wsi znajdują się trzy przystanki autobusowe – I w centrum, II w Siemkowie i III w Osiedlu.
Transport autobusowy w Moszczance obsługiwany był przez PKS Prudnik. W 2004 prudnicki PKS został sprywatyzowany z udziałem Connex Polska. W 2008, w wyniku połączenia spółek PKS Connex Prudnik i PKS Connex Kędzierzyn-Koźle, utworzona została spółka Veolia Transport Opolszczyzna, w 2013 przejęta przez Arriva Bus Transport Polska. W 2019 Arriva wycofała się z Prudnika. Wówczas organizacją przewozów pasażerskich w Moszczance i okolicy zajęły się ościenne PKS-y. W grudniu 2021 powołano Powiatowo-Gminny Związek Transportu „Pogranicze”, mający na celu poprawę jakości transportu.

## Oświata

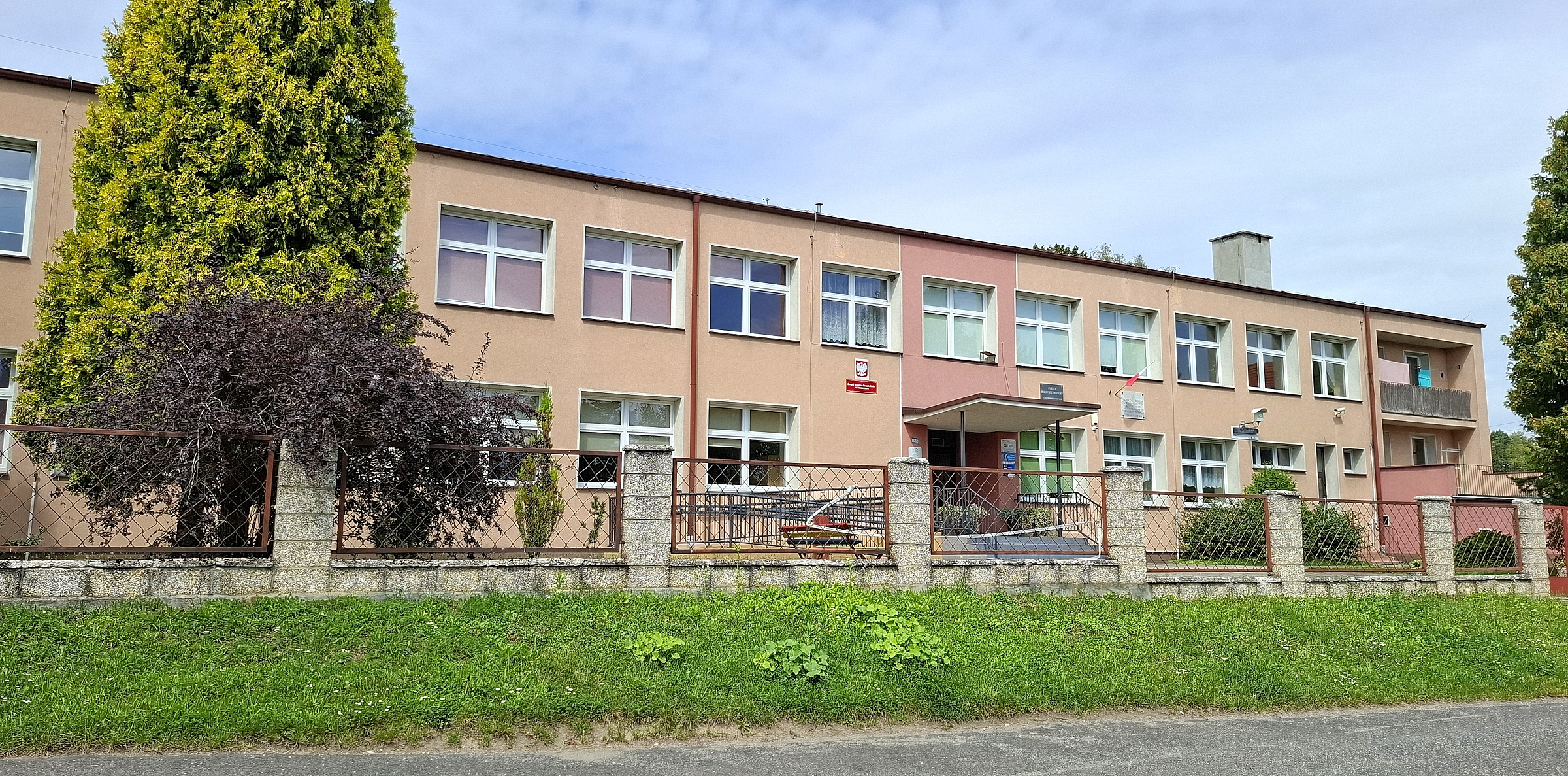
Zespół Szkolno-Przedszkolny

W Moszczance pod numerem 166a znajduje się Zespół Szkolno-Przedszkolny. W jego skład wchodzą Publiczna Szkoła Podstawowa im. Haliny Semenowicz w Moszczance (daw. im. Wojsk Ochrony Pogranicza), a także publiczne przedszkola w Moszczance i Łące Prudnickiej („Pod Kasztanem”).

## Kultura
W Moszczance funkcjonuje Wiejski Dom Kultury.
Od 2008 we wsi co rok obchodzony jest wojewódzki Dzień Flagi, podczas którego odbywają się koncerty różnych zespołów muzycznych.

### Nawiązania i odniesienia w kulturze
Moszczanka jest jednym z miejsc akcji powieści Lato umarłych snów autorstwa niemieckiego pisarza Harry’ego Thürka, przedstawiającej sytuację Niemców w Prudniku tuż po II wojnie światowej. Bohaterowie powieści przechodzili przez Moszczankę w drodze do rodzinnego Prudnika. Uratowali dziewczynę, która wbiegła na pole minowe w pobliżu wsi. Jedna z głównych postaci pracowała później przy naprawie torów pobliskiej linii kolejowej.

## Religia
W Moszczance znajduje się katolicki kościół Podwyższenia Świętego Krzyża, który jest siedzibą parafii Podwyższenia Świętego Krzyża (dekanat Prudnik). Znajdują się tu cmentarze: katolicki i ewangelicki.

## Sport

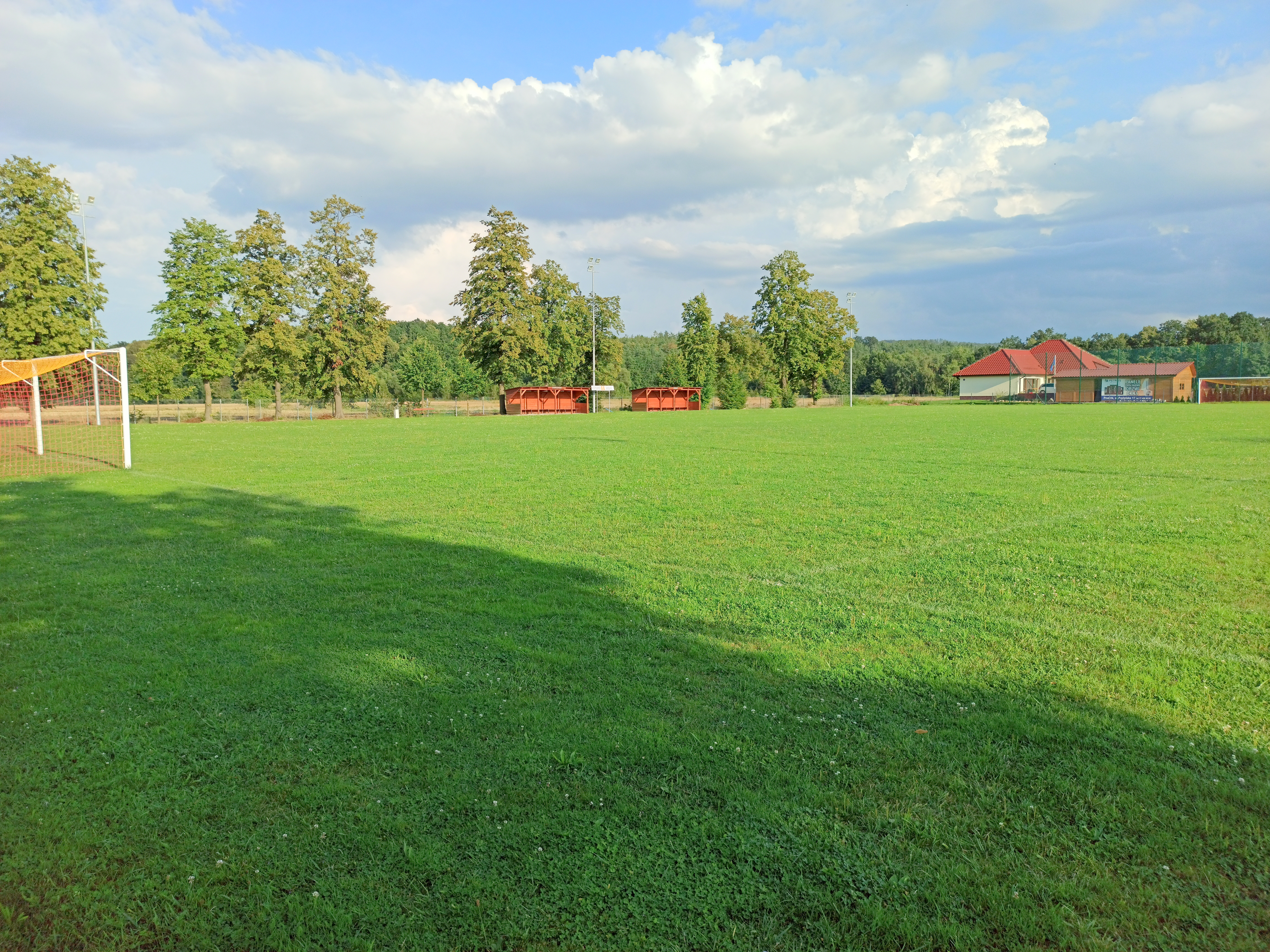
Boisko Sudetów Moszczanka

We wsi funkcjonuje klub piłkarski LZS Sudety Moszczanka. W 2005, z okazji 60. rocznicy istnienia Podokręgu Związku Piłki Nożnej w Prudniku, klub otrzymał pamiątkowy puchar. We wsi znajduje się pełnowymiarowe boisko sportowe z zapleczem sanitarnym. Administratorem obiektu jest Agencja Sportu i Promocji w Prudniku.

## Polityka
W Szkole Podstawowej w Moszczance swoją siedzibę ma Obwodowa Komisja Wyborcza, do której należy sołectwo Moszczanka i Moszczanka-Kolonia. W referendum w 2003 mieszkańcy Moszczanki opowiedzieli się za przystąpieniem Polski do Unii Europejskiej.
W wyborach parlamentarnych do Sejmu w 2005, 2007, 2011, 2015, 2019 i 2023 we wsi wygrało Prawo i Sprawiedliwość.
W wyborach prezydenckich w 2005 mieszkańcy Moszczanki opowiedzieli się za Lechem Kaczyńskim, w 2010 za Jarosławem Kaczyńskim, w 2015 i 2020 za Andrzejem Dudą, a w 2025 za Karolem Nawrockim.

## Turystyka

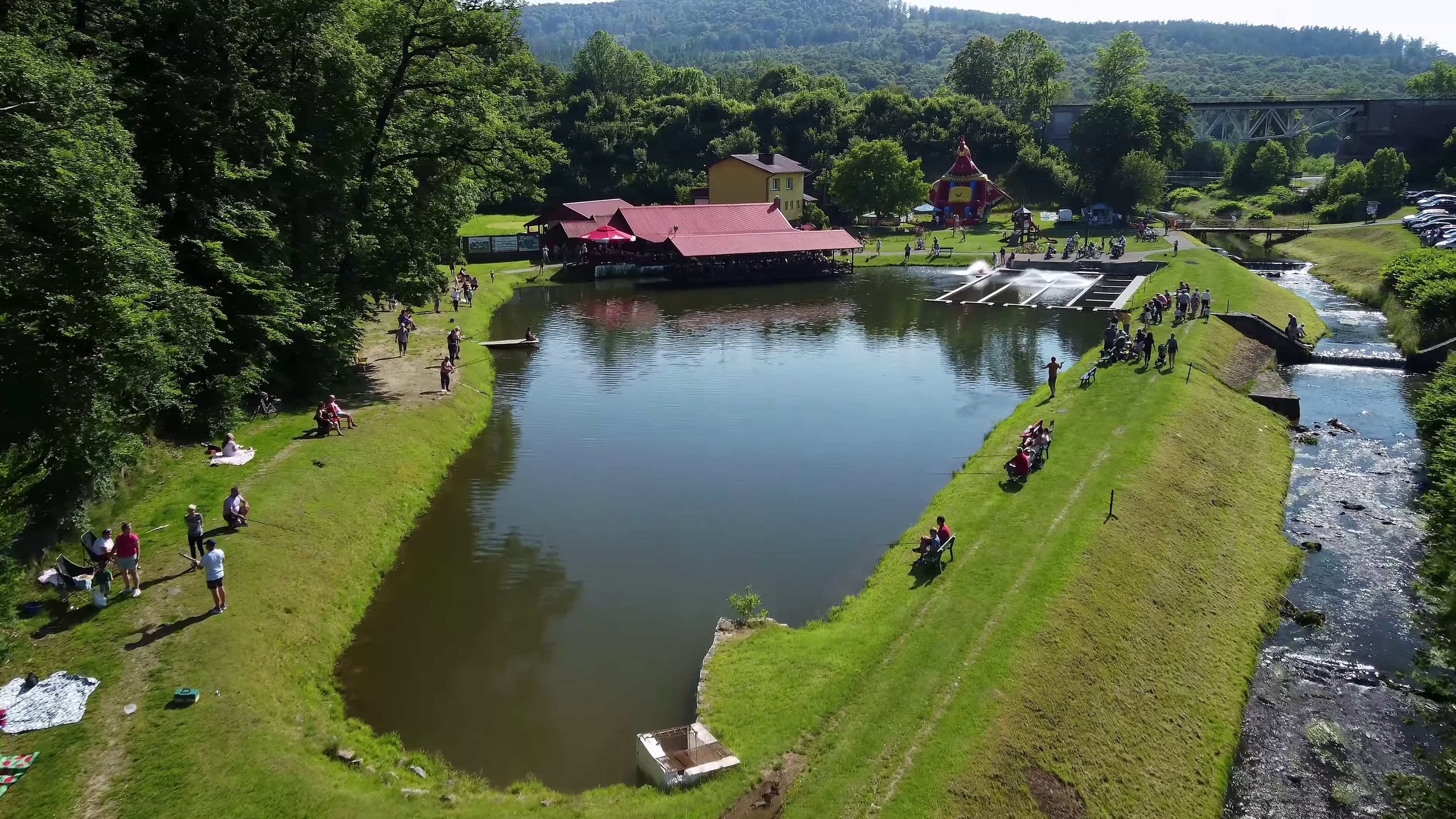
Łowisko i smażalnia ryb

Miejscowość jest znanym w województwie opolskim ośrodkiem wypoczynkowym. Jest tu dobrze rozwinięta baza agroturystyczna. Moszczanka jest jedną z najczęściej odwiedzanych miejscowości w Górach Opawskich. Znajdują się tu m.in. łowiska i smażalnie ryb, które stały się jednymi z najważniejszych atrakcji turystycznych w okolicy Prudnika.
Prowadzona jest tu hodowla jelenia europejskiego. W północnej części wsi, na działce gminnej 956/2 na obszarze 20 arów, w 2019 z inicjatywy osoby prywatnej powstała pierwsza w regionie łąka kwietna udostępniona dla odwiedzających. Miało to na celu utworzenie naturalnej bazy pożytkowej dla owadów zapylających. W 2020 powstała druga łąka, o powierzchni 22 arów, a w 2022 powierzchnia łąk kwietnych w Moszczance osiągała łącznie 75 arów. W tym samym roku we wsi powstała ścieżka edukacyjna mająca na celu przybliżenie odwiedzającym wiedzy na temat miodu i pszczół.
We wsi funkcjonuje gospodarstwo agroturystyczne.
Oddział PTTK „Sudetów Wschodnich” w Prudniku ustanowił turystyczną Odznakę Krajoznawczą Ziemi Prudnickiej, którą zdobywa się poprzez zwiedzenie odpowiedniej liczby obiektów w miejscowościach położonych na ziemi prudnickiej, w tym w Moszczance.

### Szlaki turystyczne
Przez Moszczankę prowadzi szlak turystyczny:
- Główny Szlak Sudecki im. Mieczysława Orłowicza (440 km): Prudnik – Świeradów-Zdrój

### Szlaki rowerowe
Przez Moszczankę prowadzą szlaki rowerowe:
- Wokół Lasu Prudnickiego – Pętla I (20 km): Prudnik – Łąka Prudnicka – Moszczanka – Wieszczyna – Dębowiec – Prudnik
- Prudnik – Pokrzywna (10 km): Prudnik – Łąka Prudnicka – Moszczanka – Pokrzywna

### Szlaki konne
Przez obszar Moszczanki przebiega wyznaczony jeden szlak konny:
- (11 km): biegnie przez Las Prudnicki między Moszczanką a Kozią Górą

## Bezpieczeństwo

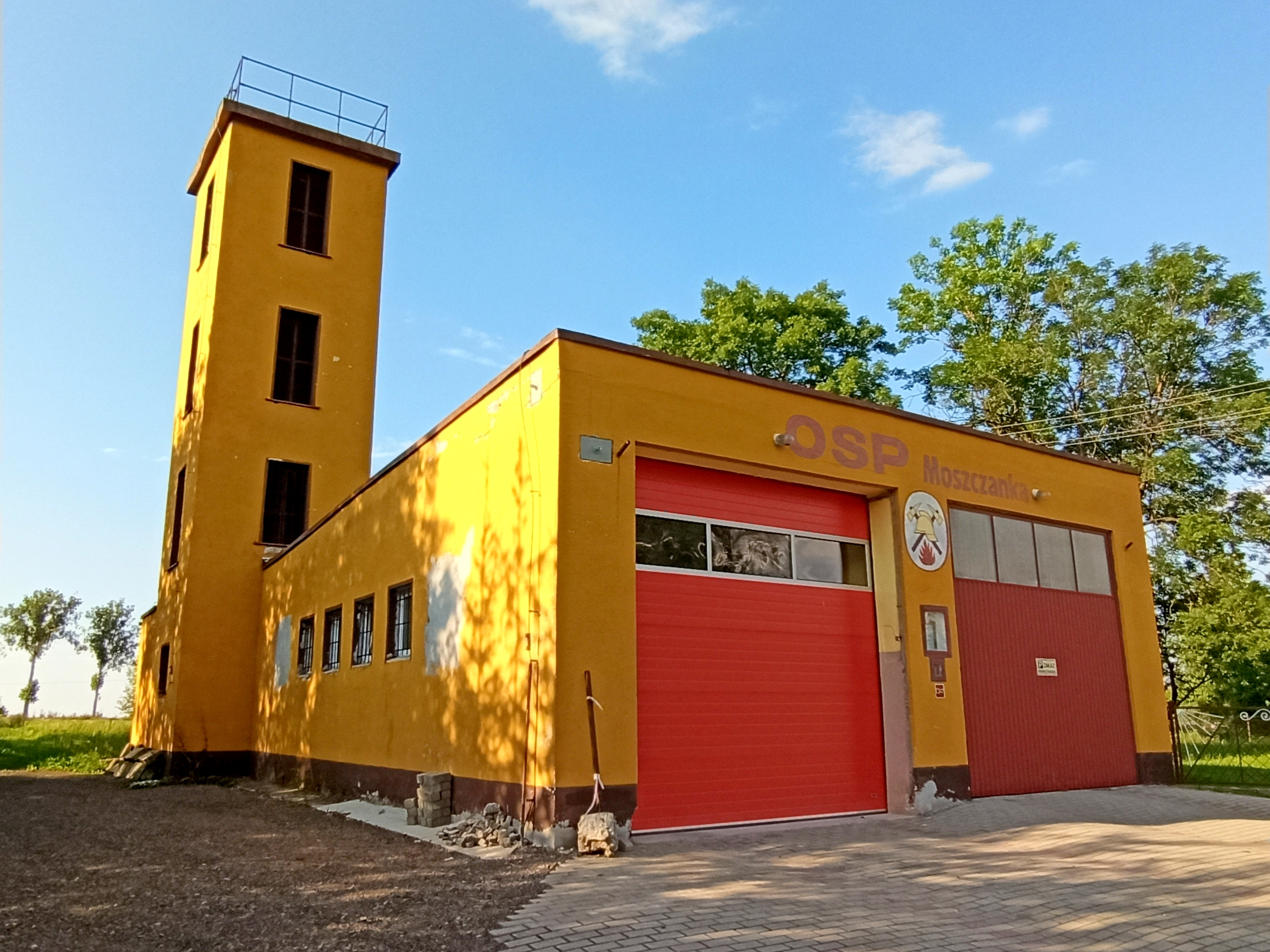
Remiza OSP Moszczanka

W zakresie ochrony przeciwpożarowej oraz innych miejscowych zagrożeń w Moszczance działa jednostka Ochotniczej Straży Pożarnej, zrzeszona w Związku Ochotniczych Straży Pożarnych RP w Prudniku.
Miejscowość jest pod opieką dzielnicowego rejonu służbowego nr 7 Komendy Powiatowej Policji w Prudniku.
Teren wsi, jak i całej gminy Prudnik, położony jest w strefie nadgranicznej w związku z czym Straż Graniczna dysponuje, na tym obszarze, specjalnymi kompetencjami w zakresie bezpieczeństwa. Gminę Prudnik obejmuje zasięgiem służbowym placówka Straży Granicznej w Opolu ze Śląskiego Oddziału SG.

## Ludzie związani z Moszczanką
- Johannes Soffner (1828–1905) – ksiądz katolicki, historyk Kościoła na Śląsku, urodzony w Moszczance
- Katarzyna Czochara (ur. 1969) – nauczycielka, posłanka na Sejm, zamieszkała w Moszczance